# PostScript
PostScript é uma linguagem de programação especializada para visualização de informações, ou uma linguagem de descrição de páginas, originalmente criada para impressão e posteriormente modificada para o uso com monitores ('display PostScript'). Raramento humanos programam direto em PostScript, sendo comum que arquivos PostScript sejam gerados por outros programas como editores de textos ou programas que fazem tradução entre formatos. 
O nome também é usado para o formato de arquivo, em geral com a extensão .ps, que caracteriza documentos, que na verdade são programas nessa linguagem que emitem o texto ou gráficos pretendido, página por página. 
A linguagem fornece uma máquina de pilha e comandos específicos para o desenho de letras e figuras, incluindo comandos de traçado e formas de representação de imagens. 
Foi desenvolvida com a criação da Adobe, por John Warnock, Charles Geschke, Doug Brotz, Ed Taft e Bill Paxton, entre 1982 e 1984,tendo como inspiração uma linguagem desenvolvida por Warnock e outros na Xerox PARC, a InterPress.  

## A linguagem[3]
PostScript é uma linguagem de programação Turing completa, ou seja, é possível implementar qualquer algoritmo computacional respeitando-se os limites de memória de dados. Tipicamente os programas PostScript não são produzidos por humanos, mas sim por outros programas de computador. É possível, entretanto, produzir gráficos ou cálculos através da programação manual diretamente em PostScript tal como noutras linguagens de programação de computadores.
PostScript é uma linguagem interpretada, que faz seus cálculos em uma pilha de dados, com algumas características semelhantes à linguagem Forth, incorporando um grande dinamismo de tipos de dados, sendo que a estrutura desses tipos é semelhante as da linguagem Lisp. A linguagem utiliza a notação reversa polonesa, onde o uso de parênteses para operações matemáticas não é necessário.
A programação manual em PostScript exige alguma prática, considerando que o layout da pilha de dados deve ser planejado pelo programador. A maioria dos operadores (que em outras linguagens são chamados de funções) extraem os seus argumentos da pilha de dados e, quando é o caso, devolvem o resultado na pilha. Dados literais (por exemplo números) ocasionam o efeito de colocar uma cópia de si mesmo na pilha de dados. Estruturas de dados complexas podem ser construídas através de arrays e entradas de dicionário.

### Exemplo de programa: Hello World
A seguir o exemplo de um programa simples que imprime "Hello, World!". Todo arquivo PostScript deve iniciar com os caracteres "%!PS". Os comentários explicam os passos. 
```
%!PS

/Palatino-Roman
 
20
 
selectfont
 
% coloca um objeto fonte e o tamanho, e chama a operação de seleção de fonte

300
 
400
 
moveto
                
% move para a posição 300,400 na página

(Hello, World!)
 
show
          
% coloca a string que está entre parênteses na pilha e manda mostrá-la

showpage
                      
% termina o processamento da página e imprime

```